# Albuminuria
Albuminuria – objaw chorobowy polegający na występowaniu drobnocząsteczkowych albumin w moczu. Ich stężenie oznacza się w przygodnej próbce lub określa wydalanie w zbiórce dobowej moczu. Stężenie poniżej 20 mg/l lub wydalanie do 30 mg/24h przyjmuje się za fizjologiczną normę (normoalbuminuria).
Terminem albuminuria określa się też czasem podwyższone stężenie albumin w moczu.
Wartości stężeń 20–300 mg/l lub wydalanie 30–300 mg/24h, nazywane mikroalbuminurią, nasuwają podejrzenie uszkodzenia struktury błony podstawnej kłębuszków nerkowych nefronów (m.in. w przebiegu cukrzycy). Wzrost wydalania z moczem albumin powyżej 300 mg/l lub 300 mg/24h oznacza jawną nefropatię.